# 姜圖南
姜圖南，字匯思，順天府大興縣人，清初官员，進士出身。
順治六年（1649年），己丑科登進士，選庶吉士。散館後授監察御史，顺治十七年（1660年）分巡南昌兵备道，官至河南按察使。